# 분홍신 (1948년 영화)
《분홍신》(The Red Shoes)은 영국에서 제작된 에머릭 프레스버거 감독의 1948년 드라마, 멜로/로맨스 영화이다. 안톤 월브룩 등이 주연으로 출연하였고 마이클 포웰 등이 제작에 참여하였다.

## 출연

### 주연
- 안톤 월브룩
- 마리우스 고링
- 모이라 시어러

### 조연
- 로버트 헬프만
- 레오니드 마신
- 앨버트 바서먼
- 루드밀라 체리나
- 에스몬드 나이트

## 기타
- 미술: 헤인 헤크로스
- 의상: 도로시 에드워즈